# Tlacopan

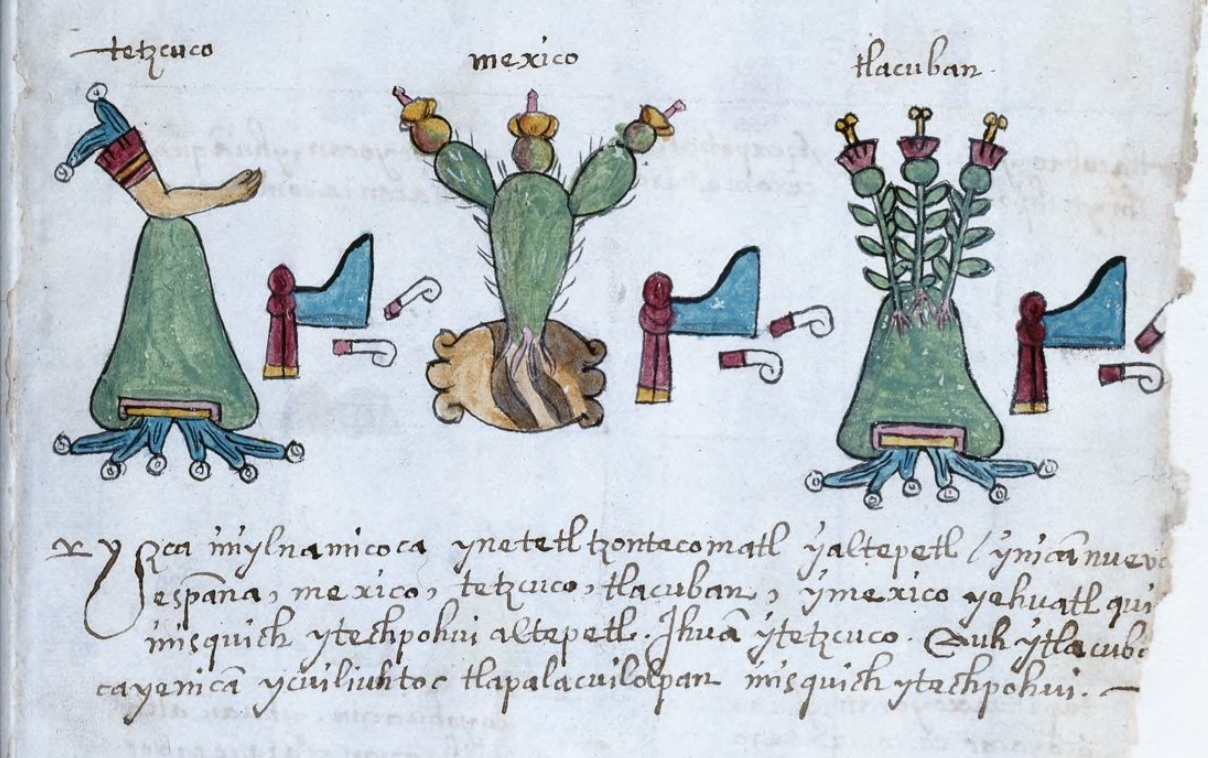
Pagina 34 a Codex Osuna, 1565, indicând simbolurile pictografice ale orașelor Texcoco (stânga), Tenochtitlan (mijloc) și Tlacopan (dreapta), ce au formaseră Tripla alianță aztecă.

Tlacopan (desemnând "o plantă cu flori pe un teren plat"), cunoscut și ca Tacuba, a fost unul din orașele pre-columbiene ale Mezoamericii, situat pe malul vestic al lacului Texcoco, membru al Triplei alianțe aztece care a stat la baza Imperiului aztec.